# Riddim Driven: G-String
Riddim Driven: G-String jest trzydziestą piątą składanką z serii Riddim Driven.  Została wydana we wrześniu 2002 na CD i LP. Album zawiera piosenki nagrane na riddimie "G-String" stworzonym przez Lloyd'a "John John" Jamesa

## Lista
1. "Fitness" - Bounty Killer ft. Angel Doolas
2. "Making Money" - Elephant Man
3. "Hard" - Sizzla
4. "Freak Mi Out" - Buju Banton
5. "Memories" - Beenie Man
6. "G-String" - Mad Cobra
7. "Dream On" - Lady Saw
8. "Ready 2 Flex" - Lexxus
9. "Glad Mi Sweet Her" - Spragga Benz
10. "Surprise" - Assassin
11. "Kick It With Me" - Wayne Wonder
12. "Hey Gal" - Ward 21
13. "Pon Di Corner" - Mega Banton & Delly Ranx
14. "Seems As If" - T.O.K.
15. "Give Me More" - Bling Dawg